# Caballero Montesinos
El caballero Montesinos es un personaje habitual del Romancero Viejo del siglo XVI. Forma parte de la tradición de las leyendas carolingias.
Aunque pertenece a este ciclo carolingio, la literatura francesa no recoge como suyo a este personaje del romancero castellano, pues en realidad es una derivación del protagonista del cantar de gesta francés de finales del siglo XII Aïol et Mirabel. Así llamado por haber nacido en un monte despoblado, donde fue llevado a causa de las falsas acusaciones de Tomillas, ya hombre volvió a la corte de París y mató al traidor (lo recoge el célebre romance «Cata Francia, Montesinos, cata París la ciudad»). Se casó con la dama Rosaflorida, señora del castillo de Rocafrida, tan conocido por los romances del ciclo, que se acabó identificando con unas ruinas próximas a la cueva de Montesinos.
En algunos romances, es primo de Durandarte (nombre que en la épica francesa se da a la espada de Roldán), también exclusivo del romancero castellano a pesar de su ascendiente carolingio.
Durandarte (personaje del Romancero Viejo, famoso por su relación con Belerma, que personifica a la espada de Roldán) pide a su amigo Montesinos, en el momento de morir, que saque su corazón y se lo entregue a su amada Belerma como muestra de amor. 
El romance “¡Oh, Belerma!”, en el que el protagonista, Durandarte, menciona a su primo Montesinos, es famoso en el mundo entero por el episodio de la cueva de Montesinos en el Quijote. El Caballero de la Triste Figura desciende a una cavidad  donde permanece, según sus acompañantes, media hora, y según él, tres días, en los que vive una realidad paralela de romances, encantamientos y fantasías. Allí se encontrará con Montesinos, quien dará nombre a dicha cueva.
Además, varios romances protagonizados por Montesinos, como el romance de Rosaflorida, están inspirados en la francesa Chanson de Aïol (siglo XIII). En estos versos se explica que a Montesinos se le da tal nombre porque nació en el bosque: "Pues nació en ásperos montes,/ Montesinos le dirán".